# Elly Heuss-Knapp
Elly Heuss-Knapp (ur. 25 stycznia 1881 w Strasburgu, zm. 19 lipca 1952 w Bonn) – niemiecka polityk i działaczka społeczna, założycielka fundacji Müttergenesungswerk, pierwsza dama Niemiec (1949–1952).

## Życiorys
Elly Knapp urodziła się w 1881 roku jako druga córka pochodzącej z Kaukazu Lidii Korganov (1849–1925) i ekonomisty Georga Friedricha Knappa (1842–1926). Jej wujem był niemiecki chemik Justus von Liebig. Dzieciństwo spędziła u dziadków w Brunszwiku, następnie  mieszkała wraz z rodzicami w Strasburgu.
W 1899 roku Knapp zdała egzamin nauczycielski i od 1900 roku pracowała w szkole dla dziewcząt w Strasburgu. W 1905 rozpoczęła studia ekonomiczne na Uniwersytetach we Fryburgu i Berlinie.
Po zawarciu małżeństwa z Theodorem Heussem, przeniosła się do Berlina, gdzie pracowała jako nauczycielka w Alice-Salomon-Hochschule. W 1912 wraz z rodziną przeprowadziła się do Heilbronn, gdzie w latach pierwszej wojny światowej prowadziła agencję pośrednictwa pracy dla żon żołnierzy powołanych na front. Po powrocie do Berlina w 1918 powróciła do zawodu nauczyciela, znajdując zatrudnienie w Pestalozzi-Fröbel-Haus i Społecznej Szkole Żeńskiej. Bezskutecznie kandydowała do Weimarskiego Zgromadzenia Narodowego (1919) i Reichstagu (1920). Do 1933 była wykładowcą w Burckhardthaus w Berlinie-Dahlem, ośrodku kształcenia pracowników ewangelickich instytucji kościelnych.
Po dojściu nazistów do władzy w 1933 utraciła pracę. Jej mąż został pozbawiony stanowiska docenta na uczelni i mandatu deputowanego do Reichstagu, otrzymał również zakaz publikowania. Knapp rozpoczęła wówczas za namową kuzyna pracę w agencji reklamowej. Zajmowała się tworzeniem reklam radiowych i kinowych dla marek takich jak m.in. Nivea, Blaupunkt czy Persil. Uważa się ją za wynalazczynię dżingla radiowego, który zrewolucjonizował niemiecką reklamę.
W czasie II wojny światowej utrzymywała stałe kontakty z działaczami antyhitlerowskiego ruchu oporu, a jej dom w stał się miejscem spotkań przeciwników dyktatury nazistowskiej, takich jak pastor Martin Niemöller.
W latach 1946–1949 Heuss-Knapp była posłanką do landtagu Wirtembergii-Badenii najpierw z ramienia Demokratycznej Partii Ludowej (DVP), a następnie Wolnej Partii Demokratycznej (FDP). Po wyborze Theodora Heussa na prezydenta federalnego przeniosła się do Bonn.

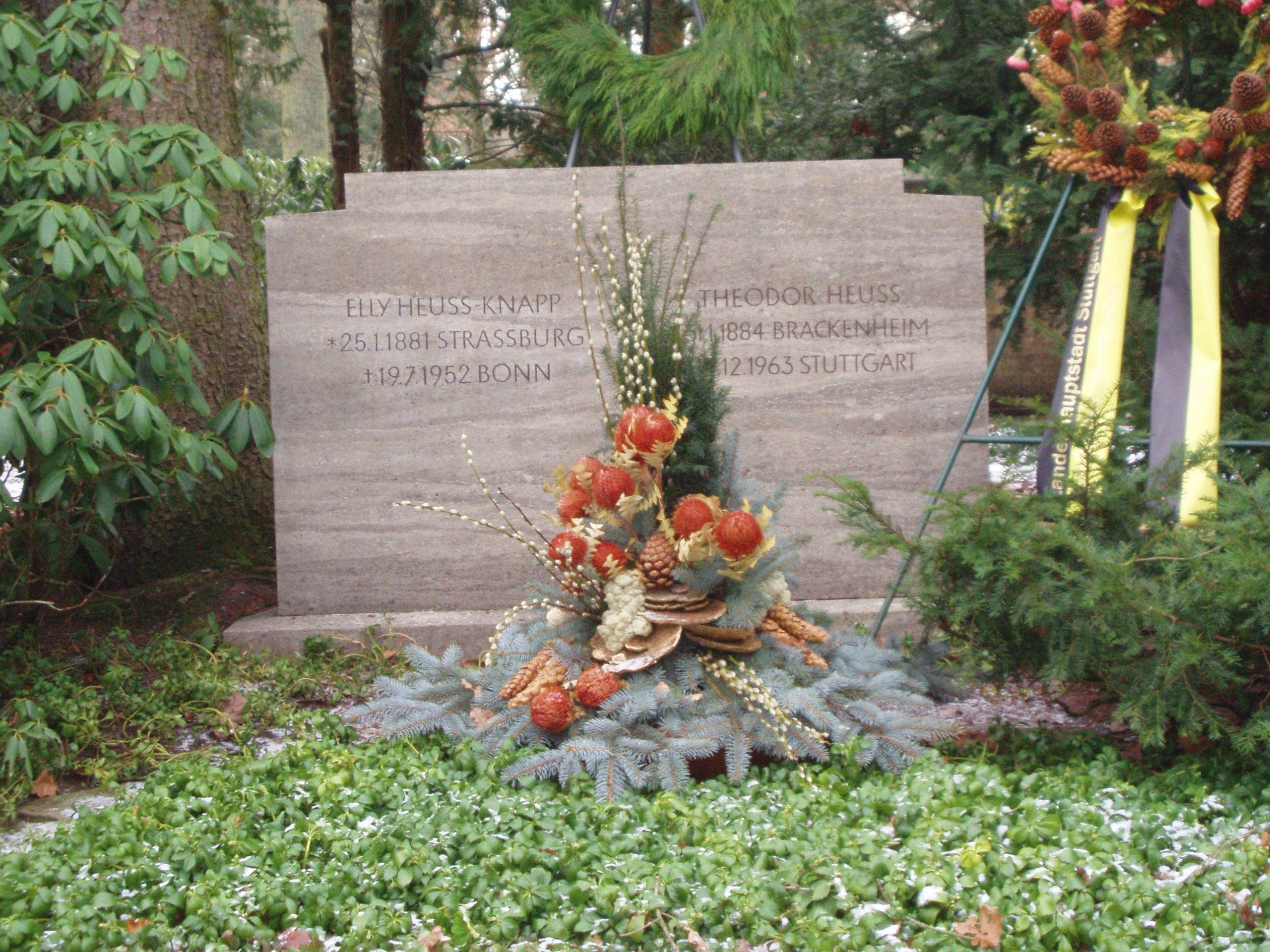
Grób Elly Heuss-Knapp i Theodora Heussa.

Elly Heuss-Knapp wraz z mężem byli zaangażowani w założenie niemieckiej rady Ruchu Europejskiego w Wiesbaden w 1949, następnie została wiceprezesem tej organizacji. W 1950 założyła Elly-Heuss-Knapp-Stiftung - Deutsches Müttergenesungswerk.
Heuss-Knapp zmarła w wieku 71 lat w Szpitalu Uniwersyteckim w Bonn i została pochowana na Waldfriedhof w Stuttgarcie.

## Życie prywatne
W 1908 roku Elly Knapp wyszła za mąż za dziennikarza Theodora Heussa, współpracownika Friedricha Naumanna. Ślubu kościelnego udzielił im Albert Schweitzer, który był przyjacielem Knapp. W 1910 urodził się jedyny syn pary Ernst Ludwig.